# 李晓明 (足球运动员)
李晓明（1996年1月19日—），祖籍江苏省启东市，出生于上海市，中国足球运动员，司职后卫。获得过2016年中国足球协会年度最佳新人奖。

## 职业生涯
李晓明于2014年加入上海绿地申花精英梯队并担任队长，随队赴西班牙学习。
2016年1月15日，申花用李晓明、[[[黄博文]]和现金交换河南建业的主力球员毕津浩。
2016年3月5日，2016年中超联赛首轮，河南建业主场对阵上海上港的比赛中李晓明首发登场，这是他的联赛首秀。
2016年5月6日，中超联赛第8轮，河南建业客场对阵河北华夏幸福的比赛中，李晓明在第4分钟头球破门，打入了自己在职业生涯的首粒进球。
2017年2月，李晓明以租借形式加盟中甲球队深圳佳兆业。

## 荣誉

### 个人
- 中国足球协会年度最佳新人：2016